# Эйнхорн, Альфред
Альфред Эйнхорн (Айнхорн, нем. Alfred Einhorn; 27 февраля 1856, Гамбург — 21 марта 1917, Мюнхен) — немецкий химик, изобретатель прокаина.

## Биография
Альфред Эйнхорн происходил из семьи еврейских коммерсантов. Рано потерял родителей и воспитывался у родни в Лейпциге, посещал реальную школу в Берлине. Изучал химию в Лейпцигском университете и отслужил в армии в Мангейме.
В 1879 году защитил докторскую диссертацию у Юлиуса Лотара Мейера в Институте органической химии Тюбингенского университета. Габилитировался с диссертацией о изопропилфенилкетонах у Адольфа Байера в Мюнхенском университете. 
Несколько лет проработав в лаборатории Байера, перешел приват-доцентом в университет Дармштадта, а затем - в университет города Ахен.
В 1891 году, вернувшись в группу Байера, получил собственную лабораторию, где начал работу над разработкой синтетического аналога кокаина, обладающего схожими анестезирующими свойствами, но не оказывающего разрушительного воздействия на организм и привыкания.
В 1904 Эйнхорном был запатентован химический состав, названный им прокаином, поступивший на рынок под названием «Новокаин».
Эйнхорн является автором варианта ацилирования при реакции Шоттена — Баумана и реакции Эйнхорна — Бруннера. Первым описал получение поликарбоната.
Умер от тяжёлой болезни.
Среди учеников Альфреда Эйнхорна Артур Эйхенгрюн и Рихард Вильштеттер.